# Ґонкурівська премія ліцеїстів
Ґонку́рівська пре́мія ліцеї́стів (фр. Prix Goncourt des lycéens) — французька літературна нагорода за твори, написані французькою мовою, відгалужена від Ґонкурівської премії й тісно пов'язана з нею.
Ідею Ґонкурівської премії ліцеїстів подали Міністерство освіти Франції і Національна федерація придбання основних продуктів (НФПОП / Fnac), а 1988 року задум втілила в життя НФПОП, співпрацюючи з Реннською академією й діставши схвалення від Ґонкурівської академії. Ідея має на меті, зокрема, заохочувати молодих людей до читання.
Із учнів 56 ліцеїв вибирають журі — близько 2000 осіб, яким у вересні дають прочитати дванадцять книжок, номінованих на Ґонкурівську премію. Два місяці тривають дискусії про ці твори, з учнями зустрічаються письменники-номінанти, а в листопаді представники цих 56 ліцеїв збираються в Ренні, щоб зробити остаточний вибір лауреата.
Ґонкурівську премію ліцеїстів присуджують кілька днів після того, коли стає відомий володар Ґонкурівської премії.

## Лауреати
| Рік  |         | Автор               | Твір                                                                                         | Видавець (в дужках вказано кількість нагороджених книжок) | Примітки                                             |
| ---- | ------- | ------------------- | -------------------------------------------------------------------------------------------- | --------------------------------------------------------- | ---------------------------------------------------- |
| 1988 | nothumb | Ерік Орсенна        | «L'Exposition coloniale» / Колоніальна виставка                                              | Сей                                                       | Водночас Ґонкурівська премія                         |
| 1989 |         | Жан Вотрен          | «Un grand pas vers le bon Dieu» / Великий крок до доброго Бога                               | Ґрассе                                                    | Водночас Ґонкурівська премія                         |
| 1990 |         | Франсуаза Лефевр    | «Le Petit Prince Cannibale» / Маленький Принц-людоїд                                         | Акт Сюд                                                   |                                                      |
| 1991 |         | П'єр Комбеско       | «Les Filles du Calvaire» / Дочки Голгофи                                                     | Ґрассе (2)                                                | Водночас Ґонкурівська премія                         |
| 1992 | nothumb | Едуардо Мане        | «L'Île du lézard vert» / Острів зеленої ящірки                                               | Фламмаріон                                                |                                                      |
| 1993 | nothumb | Анна В'яземскі      | «Canines» / Ікла                                                                             | Ґаллімар                                                  |                                                      |
| 1994 |         | Клод Пюжад-Рено     | «Belle mère» / Мачуха                                                                        | Акт Сюд (2)                                               |                                                      |
| 1995 | nothumb | Андрій Макін        | «Le Testament français» / Французький заповіт                                                | Меркюр де Франс                                           | Водночас Ґонкурівська премія і Премія Медічі         |
| 1996 | nothumb | Ненсі Г'юстон       | «Instruments des ténèbres» / Знаряддя пітьми                                                 | Акт Сюд (3)                                               | Водночас Книжкова премія радіостанції «France Inter» |
| 1997 | nothumb | Жан-П'єр Мілованофф | «Le Maître des paons» / Повелитель павичів                                                   | Жульяр                                                    |                                                      |
| 1998 |         | Люк Ланґ            | «Mille six cents ventres» / Тисяча шістсот животів                                           | Фаяр                                                      |                                                      |
| 1999 | nothumb | Жан-Марі Лаклаветін | «Première Ligne» / Перша лінія                                                               | Ґаллімар (2)                                              |                                                      |
| 2000 |         | Ахмаду Курума       | «Allah n'est pas obligé» / Аллах не мусить                                                   | Сей (2)                                                   | Водночас Премія Ренодо                               |
| 2001 | nothumb | Шан Са              | «La Joueuse de go» / Жінка, що грала в ґо                                                    | Ґрассе (3)                                                |                                                      |
| 2002 | nothumb | Лоран Ґоде          | «La Mort du roi Tsongor» / Смерть короля Цонґора                                             | Акт Сюд (4)                                               | Водночас prix des libraires                          |
| 2003 |         | Янн Апперрі         | «Farrago» / Мішанина                                                                         | Ґрассе (4)                                                |                                                      |
| 2004 | nothumb | Філіпп Ґрембер      | «Un secret» / Таємниця                                                                       | Ґрассе (5)                                                |                                                      |
| 2005 |         | Сільвія Жермен      | «Magnus» / Магнус                                                                            | Альбен Мішель                                             |                                                      |
| 2006 | nothumb | Леонора Міано       | «Contours du jour qui vient» / Обриси близького дня                                          | Плон                                                      |                                                      |
| 2007 | nothumb | Філіпп Клодель      | «Le Rapport de Brodeck» / Оповідь Бродека                                                    | Сток                                                      |                                                      |
| 2008 |         | Катрін Кюссе        | «Un brillant avenir» / Осяйне майбуття                                                       | Ґаллімар (3)                                              |                                                      |
| 2009 | nothumb | Жан-Мішель Ґенассія | «Le Club des incorrigibles optimistes» / Клуб невиправних оптимістів                         | Альбен Мішель (2)                                         |                                                      |
| 2010 | nothumb | Матіас Енар         | «Parle-leur de batailles, de rois et d'éléphants» / Розкажіть їм про битви, королів і слонів | Акт Сюд (5)                                               |                                                      |
| 2011 | nothumb | Кароль Мартінес     | «Du domaine des Murmures» / Із царства шепотів                                               | Ґаллімар (4)                                              |                                                      |
| 2012 | nothumb | Жоель Діккер        | «La Vérité sur l'affaire Harry Quebert» / Правда про справу Гаррі Кебера                     | Видавництво Фаллуа                                        | Водночас Велика премія Французької академії за роман |
| 2013 | nothumb | Сорж Шаландон       | «Le Quatrième Mur» / Четверта стіна                                                          | Ґрассе (6)                                                |                                                      |
| 2014 | nothumb | Давід Фенкінос      | «Charlotte» / Шарлотта                                                                       | Ґаллімар (5)                                              | Водночас Премія Ренодо                               |
| 2015 | nothumb | Дельфін де Віган    | «D'après une histoire vraie» / За правдивою історією                                         | Видавництво Жана-Клода Латтеса (1)                        | Водночас Премія Ренодо                               |
| 2016 |         | Ґаель Фай           | «Petit Pays» / Маленька країна                                                               | Ґрассе (7)                                                | Водночас prix du roman Fnac                          |
| 2017 |         | Аліс Зенітер        | «L'Art de perdre» / Мистецтво втрачати                                                       | Фламмаріон (2)                                            | Водночас prix littéraire du Monde                    |
| 2018 |         | Давід Діоп          | «Frère d'âme» / Брат душі                                                                    | Сей (3)                                                   |                                                      |
| 2019 |         | Карін Тюїль         | «Les Choses humaines» / Людські речі                                                         | Ґаллімар (6)                                              | Водночас prix Interallié                             |
| 2020 |         | Джаїлі Амаду Амаль  | «Les Impatientes» / Нетерплячі                                                               | Видавництво Емманюель Коллас                              |                                                      |
| 2021 |         | Клара Дюпон-Моно    | «S'adapter» / Пристосуватися                                                                 | Видавництво «Сток»                                        | Водночас Премія «Феміна»                             |